# Lalli (mythologie)
Pour les articles homonymes, voir Lalli.

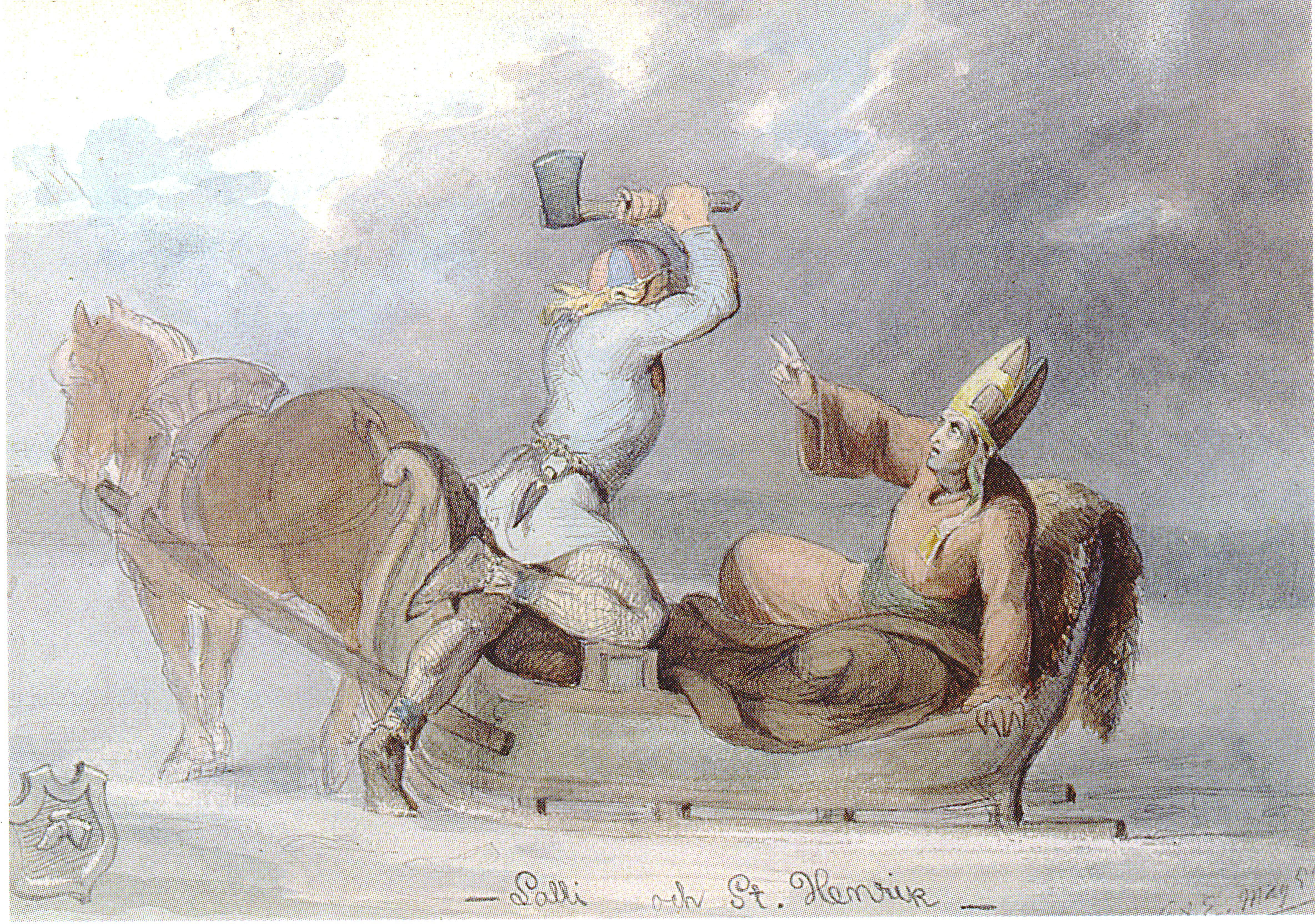
Lalli tuant Henri d'Uppsala, peint par C. A. Ekman, 1854.

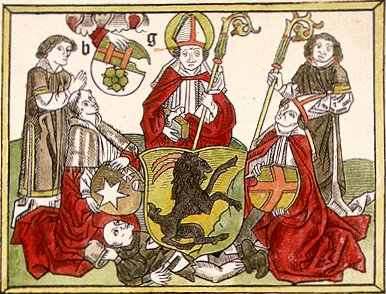
Henri d'Uppsala se tenant au-dessus de son assassin Lalli, dans le Missale Aboense le premier livre imprimé en Finlande.

Lalli (poss. Laurentius, Lauri ou Lalloi)  est un personnage apocryphe de l'histoire finlandaise qui selon la légende, aurait tué Henri d'Uppsala sur l'île Kirkkokari du lac Köyliönjärvi le 20 janvier 1156.

## La légende
Lalli serait un paysan vivant au XIIe siècle à Köyliö, qui selon la tradition populaire est le meurtrier de l'évêque Henri d'Uppsala.
On raconte qu'il est le propriétaire du manoir de Köyliö.
La plus ancienne évocation du meurtrier de l' évêque Henri est de Hemminki Maskulainen en 1616.

## Véracité des récits
Les sources écrites concernant l'évêque Henri sont vagues et les premières ont été écrites bien après l’événement.
Les historiens doutent de la véracité d'Henri et de Lalli.